# إدارة الغذاء والدواء (الولايات المتحدة)
إدارة الغذاء والدواء (FDA أو USFDA) هي وكالة تابعة لوزارة الولايات المتحدة لخدمات الصحة وحقوق الإنسان، واحدة من الإدارات التنفيذية الفيدرالية بالولايات المتحدة.
إدارة الاغذية والأدوية هي المسؤولة عن حماية وتعزيز الصحة العامة من خلال التنظيم والإشراف على سلامة الأغذية، ومنتجات التبغ، والمكملات الغذائية، والعقاقير الطبية والأدوية المباعة فوق الطاولة واللقاحات والمستحضرات الصيدلانية البيولوجية، وعمليات نقل الدم والأجهزة الطبية الباعثة للأشعة الكهرومغناطيسية (ERED)، والمنتجات البيطرية ومستحضرات التجميل.

## مقدمة
وزارة الصحة والخدمات الإنسانية هي من كبرى الوزارات في حكومة الولايات المتحدة، ففي السنة المالية 2000 بلغت ميزانيتها 395 مليار دولار وفاق عدد موظفيها 61000 موظف، والوزارة مسؤولة عن نشاط 11 قسماً عاملاً، بما فيها إدارة الغذاء والدواء FDA، [أما بقية الأقسام فهي؛ معاهد الصحة الوطنية National Institutes of Health ، مراكز الوقاية من الأمراض وضبطها Centers for Disease Control and Prevention ، وكالة سجلات المواد السامة والأمراض Agency for Toxic Substances and Disease Registry ، خدمات الصحة الهندية Indian Health Service ، إدارة الخدمات والموارد الصحية the Health Resources and Services Administration ، إدارة خدمات الصحة العقلية والمواد المسببة للإدمان Substance Abuse and Mental Health Services Administration ، وكالة أبحاث وجودة الرعاية الصحية Agency for Healthcare Research and Quality ، إدارة تمويل الرعاية الصحية Health Care Financing Administration ، إدارة الطفل والأسرة the Administration for Children and Families ، إدارة الشيخوخة Administration on Aging] ، ورغم أن إدارة الغذاء والدواء FDA لها ميزانية متواضعة نسبياً حيث تبلغ 1,1 مليار $ وفيها 9000 موظف، فإنَّ سلطتها وتأثيرها واسعان. وإدارة الغذاء والدواء تنظم ما قيمته تريليون دولار من المنتجات التي تباع في الولايات المتحدة، وهذا يعادل ربع ما يشتريه المستهلك الأمريكي سنوياً، وتؤثر قراراتها على 95000 عملاً تجارياً ينتج بضائع تخضع للتنظيم من قبل إدارة الغذاء والدواء، وتعمل أنشطة إدارة الغذاء والدواء لتحقيق:
1-	أمان الأغذية وعدم انتقاصها؛ وأنّ كلٍ من الأدوية البشرية والبيطرية، والمنتجات البيولوجية الإنسانية، والأجهزة الطبية فعالةٌ وآمنة. وأن مواد التجميل آمنة كذلك. والتحقق من أن المنتجات الاستهلاكية الباثة للإشعاع (موبايل مثلاً) آمنة.
2-	التحقق من أن المنتجات الخاضعة للتنظيم تُقدم بشكل صادق ودقيق وواضح honestly, accurately, and informatively
3-	وأنَّ المنتجات الخاضعة للتنظيم متوافقة مع قرارات إدارة الغذاء والدواء وإرشاداتها، ويتم التعرف على المخالفات وإصلاحها، ويتم سحب أي منتج غير آمن أو غير شرعي من السوق.
يرأس إدارة الغذاء والدواء مفوض يعينه وزير الصحة والشؤون الإنسانية، ويوافق عليه مجلس النواب.
ويضم مكتب مفوض الإدارة ثمانية مكاتب فرعية، وهي المجلس الرئيسي Chief Counsel ؛ ومكتب تكافؤ الفرص Equal Opportunity ؛ وقاضي القانون الإداري Administrative Law Judge ؛ والمفوض المساعد الرئيسي Senior Associate-Commissioner ؛ ومكتب العلاقات الداخلية والدولية International and Constituent Relations ؛ ومكتب السياسة، والتخطيط، والتشريع Policy, Planning, and Legislation ؛ والإدارة والنُظم Management-and Systems ؛ والتواصل العلمي والتنسيق Science Coordination and-Communication.
ويقوم مكتب مفوض الإدارة بالإضافة لذلك بتوجيه أنشطة خمس مراكز مسؤولة عن كثير من الأنشطة التنظيمية الرئيسية للوكالة. وهي:
- مركز تقييم وأبحاث المواد البيولوجية (البيولوجيات)

Center for Biologics Evaluation and Research (CBER);
- مركز الأجهزة الطبية والصحة الإشعاعية

Center for Devices and Radiologic Health
- مركز تقييم وأبحاث الدواء

Center for Drug Evaluation and Research (CDER)
- مركز سلامة الغذاء والتغذية التطبيقية

Center for Food Safety and Applied Nutrition
- المركز الوطني للأبحاث السمية

National Center for Toxicological Research
توجه المراكز الثلاثة الأولى أنشطة تؤدي لتوفر كثير من المنتجات العلاجية – كالأدوية، والمواد البيولوجية، والأجهزة – والتي تستخدم لعلاج المرض البشري والوقاية منه، ويوجّه مفوض إدارة الغذاء والدواء أيضاً أنشطة مكتب الشؤون التنظيمية Office of Regulatory Affairs وهو الجهة المسؤولة عن تنفيذ أنشطة إدارة الغذاء والدواء، ويشرف على أنشطة أكثر من 11000 مفتش ميداني.
إن أنشطة إدارة الغذاء والدواء الأمريكية معقدة وصعبة ومبنية على العلم وتتغير باستمرار وفق الحاجات والتطلعات المجتمعية. وهذا المقال يلقي نظرة عامة مختصرة على هذه الأنشطة، مع إدراكنا لحاجتنا إلى دراسة وتحليل معمقين لنفهم تماماً ونصل إلى ما وراء أعمال إدارة الغذاء والدواء من شروط علمية وتقنية وتشريعية، وقد طبعت كثير من المقالات والكتب في وصف التفويض التنظيمي والتشريعي لإدارة الغذاء والدواء.

## قانون الغذاء والدواء ومواد التجميل
تعمل إدارة الغذاء والدواء FDA وفق بنود القانون الفدرالي للغذاء والدواء ومواد التجميل Federal Food, Drug & Cosmetic Act (FFDCA) ووفق قانون خدمات الصحة العامة Public Health Service Act ووفق قوانين أخرى.
ورغم أن إدارة الغذاء والدواء هي الوكالة التنظيمية الرئيسية للدواء والغذاء، فهي تعمل بشكل تعاوني مع وكالة فدرالية أخرى هي وكالة حماية البيئة Environmental Protection Agency ووزارة الزراعة الأمريكية Department of Agriculture وكذلك مع الحكومات المحلية الولائية.
وتعود أول لوائح تنظيم الغذاء والدواء الصادرة عن إدارة الغذاء والدواء إلى مائة عام تقريباً منذ صدور القانون الفدرالي للغذاء والدواء عام 1906، وقد صدر هذا القانون بسبب الاهتمام الواسع بجودة الدواء والغذاء التجاريين في الولايات المتحدة، وقد أوجد القانون مفاهيم هامة لا تزال مستمرة إلى يومنا هذا، نخص بالذكر منها؛ أن على الغذاء والدواء المسوق في الولايات المتحدة أن لا يغش علامته التجارية (عنوانه) misbranded ، أي لا يقدم إدعاء غير مثبت، أو أن يقدم معلومات مضللة، ولا يجوز أن تغش (مواده).
والتشريع الدوائي الرئيسي التالي كان قانون FFDCA نفسه بإصدار عام 1938 بعد حدوث مأساة إلكسير السلفوناميد Elixir of Sulfanilamide tragedy إذ تحول الإلكسير إلى سم عصبي قوي nephrotoxin نتيجة استعمال ثنائي إيتيل الغليكول diethylene glycol لحل مادة السلفوناميد الدوائية، وقتل بالمحصلة مائة طفل وإنسان بالغ. وقد تم تسويق الدواء دون تقديم أي معلومات إلى إدارة الغذاء والدواء. وكاستجابة لهذا الأمر وضع التعديل القانوني لعام 1938 معايير سلامة تتطلب إجراء فحوص كافية بطرق معقولة لإثبات سلامة المنتج.
ومن الميزات المهمة لتشريع عام 1938 هو المطلب الذي لا زال مستمر إلى اليوم بتقديم معلومات السلامة قبل التسويق إلى إدارة الغذاء والدواء FDA ، مع إعطاء الصلاحية للوكالة للتثبت من أن المعلومات في الواقع تدعم الحكم بالسلامة.
وكان أسلوب أو مقاربة، عام 1938 مبني على الإبلاغ notification ، وليس على الموافقة قبل التسويق premarket approval ؛ وعليه إن لم يصل للمتقدم أي تنبيه من إدارة الغذاء والدواء خلال 60 يوماً من تاريخ ملء الطلب فبإمكانه تسويق المنتج.
ويؤسس تشريع 1938 المنحى العام والذي لا زال متبعاً حتى اليوم، بأن إدارة الغذاء والدواء غالباً ما تعمل بالتجاوب مع البيانات المنشأة من قبل الجهات الراعية والمقدمة للطلبات. وغالباً لا تنتج الإدارة البيانات اللازمة للطلب التنظيمي بنفسها رغم أنها تشتغل تكراراً بأخذ العينات وفحصها من المنتجات الموافق أو غير الموافق عليها، كما قدم تشريع 1938 مناحٍ أخرى لا تزال حية إلى الآن. فمثلاً قدم في تشريع 1938 المفهوم القائل بأن منتجات علاجية معينة يجب وضع توجيهات استعمال كافية لها، وأنه في حالات معينة، لا يجوز إعطاء بعض المنتجات إلا بوصفة طبية prescription (Rx Legend). وقد تم في تعديلات دورهام-همفري Durham–Humphrey amendments على القانون، التأكيد على هذا التفريق بين الأدوية التي تباع بوصفة Rx ، وتلك التي تباع دون وصفة (على الطاولة) over-the-counter (OTC).
وجرت تعديلات كثيرة على القانون منذ عام 1938 وأكثرها شهرة تعديلات Harrison–Kefauver لعام 1962 والتي نشأت نتيجة مأساة التاليدوميد thalidomide tragedy ، هذه التعديلات القانونية وضعت بنوداً كثيرة شكلت أساس التنظيم الحديث للأدوية في الوكالة.
أنشأ التشريع آلية ما قبل التسويق والتي تسمح لإدارة الغذاء والدواء بالحكم على سلامة وفعالية الأدوية قبل أن تسوق بشكل قانوني.
وأنشأت مطلب تقديم استمارة الدواء التجريبي الجديد Investigational New Drug (IND) لتسمح بتوزيع ودراسة الدواء الجديد غير الموافق على تسويقه. ولتوثيق فعالية دواء جديد أنشأ القانون (معيار الفعالية efficacy standard) ويتطلب هذا المعيار الدليل الكافي على وجود الفعالية، وأن يبنى على دراسات فعالية يوفرها مقدم الطلب، وأن تكون كافية ومضبوطة بشكل كافٍ. كما نص تشريع عام 1962 على أن الأدوية يجب أن تنتج وفق ممارسات التصنيع الجيد سارية المفعول current Good Manufacturing Practices ، كما تم إجراء توسع كبير في المعلومات المطلوبة على لصاقة عنوان المنتج.
وما بعد تأسيس التشريع في 1938 وتعديلات 1962، جرى الكثير من التغيرات التشريعية الأخرى على قانون FFDCA ، وتشمل قانون جدولة الأدوية لعام 1972 Drug Listing Act (وأسس لآلية الإبلاغ notification عن المنتجات المسوقة تجارياً)؛ وقانون الأجهزة الطبية لعام 1976 Medical Device Act (الذي أنشأ تصنيف الفئات 1، 2، 3 لأنواع الأجهزة حسب درجة خطورتها، مع مطلب بالحصول على إذن رسمي قبل التسويق للفئة 3)، وقانون منافسة أسعار الدواء وتأهيل فترة حماية الاسم التجاري Drug Price Competition
and Patent Term Restoration Act لعام 1984 (وهي مقاربات في صيغتها النهائية تسمح بتسويق أدوية جنيسة مكافئة علاجياً، وفي نفس الوقت تؤدي لإطالة أمد حماية الاسم التجاري (براءة الاختراع) بهدف تشجيع الابتكار)، وقانون الدواء اليتيم Orphan Drug Act لعام 1983 (الذي وضع مشجعات لتطوير أدوية للأمراض النادرة)، وقانون تصدير الدواء Drug Export Act لعام 1996 (والذي سمح بتصدير المنتجات التي لما تحصل بعد على الموافقة مع بعض الشروط!)؛ وقانون تسويق الدواء المباع وفق الوصفة Prescription Drug Marketing Act لعام 1987 والذي يمنع الدواء المباع بالوصفة من الخروج عن قنوات التوزيع المضبوطة تماماً)؛ وقانون تمكين الدواء الجنيسGeneric Drug Enforcement Act لعام 1993 ويحظر الأفراد المدانين بأنشطة غير قانونية تتصل بموافقة طلبات دواء جديد مختصرة Abbreviated New DrugApplications)؛ قانون رسم مستخدم الدواء المباع بوصفة Prescription Drug User Fee Act والذي يفرض دفع مبلغ لإجراء مراجعة طلب دواء جديد وطلبات مماثلة ومتممات معينة، بالإضافة لرسوم سنوية تفرض على المؤسسة أو المادة المنتجة)؛ وقانون المتممات الغذائية والتثقيف الصحي لعام Dietary Supplement and Health Education Act 1994والذي أنشأ فئة غذائية تخص المتممات الغذائية أو الداعمات القوتية، وأخضع لعلمية الإبلاغ ما قبل التسويق لكل متمم غذائي يدخل السوق بعد 1994)، أما آخر التعديلات القانونية على قانون الغذاء والدواء الفدرالي DietarySupplement and Health Education Act والتي تؤثر بدورها على قانون خدمات الصحة العامة فهو قانون تحديث إدارة الغذاء والدواء لعام 1997 Food and Drug Administration Modernization Act (FDAMA)، وبالمقارنة نجد أن كثيراً من عناصر لوائح تنظيم الدواء الموجودة في قانون الغذاء والدواء الفدرالي نجمت عن وجود خطر ما على المجتمع أو توقع له، أما قانون التحديث فقد صمم لمجابهة تصور خطر مختلف، وهو وجود حاجة لإصلاح إدارة الغذاء والدواء لتسريع توفر أدوية حديثة، وهذا التصور جاء نتيجة الاعتقاد بأن الوكالة متشددة بالحظر أكثر مما ينبغي، وهذا سيؤدي لتقليل توفر المنتجات العلاجية الحديثة، ويركز قانون التحديث على تحسين مناحي الأنشطة التنظيمية لإدارة الغذاء والدواء، بما فيها الدواء (العنوان 1) [القوانين الأمريكية بصيغها الثابتة تصنف وفق عناوين Title مرقمة ثم فصول ثم فقرات وبنود وقد تتفرع، والذي يصدر جملة واحدة يسمى قانون Act ] ، ويؤثر على الأجهزة (العنوان 2) وعلى الأغذية (العنوان 3)، ورافق هذه تغيرات ومتطلبات عامة أكثر (العنوان الرابع).
كما قنن قانون التحديث كثيراً في مبادرات إدارة الغذاء والدواء التي صدرت في اللوائح التنظيمية أو الإرشادات وتشمل ما يلي:
1-	تنسيق إجراءات تنظيم تصنيع الدواء والمواد البيولوجية
2-	إلغاء المطالبة بإذن إصدار لكل وجبة أنسولين
3-	إلغاء الفصل بين الأدوية والصادات الحيوية
4-	استراتيجيات لترتيب سهل للموافقة على تغييرات التصنيع للأدوية والصادات
5-	تخفيف المطالبة بالتقييمات البيئية
1. أدوار إدارة الغذاء والدواء الخاصة بالموافقة المسرعة لأدوية تجريبية معينة

ويقنن قانون التحديث ممارسات إدارة الغذاء والدواء الخاصة بإعطاء إذن للتجارب الطبية كأساس للموافقة على المنتج في حالات معينة، ويحتفظ بمعيار عام 1962 بشكل عام لإثبات الفعالية بأكثر من دراسة وافية ومضبوطة جيداً.
وغير قانون التحديث من سياسات إدارة الغذاء والدواء في مجالات كثيرة مهمة؛ ومنها السماح للشركات بنشر مقالات بمراجعة النظراء Peer-reviewed خاصة بالاستخدام غير المنصوص عليه في نشرة الدواء off-label في المجلات مع توفر بعض الشروط، وسمح كذلك لشركات الدواء بتقديم معلومات اقتصادية عن منتجاتها للجان كتاب الوصفات الوطني formulary ولمنظمات إدارة الرعاية الصحية وللمشترين بالجملة لمنتجات الرعاية الصحية المشابهين.
ووضع قانون التحديث استثناء خاصاً للتركيب compounding في الصيدليات مع شروط محددة تمنع تغطية التصنيع الدوائي تحت مسمى التركيب.

## قانون خدمات الصحة العامة
توجد مجموعة قوانين فدرالية إضافية مهمة أسبق بالوجود من القانون الفدرالي للغذاء والدواء وهي تتصل بتنظيم المواد البيولوجية، فبعد توفي 12 طفلاً نتيجة استعمال مضاد توكسين الدفتريا سيئ الجودة، ظهرت قوانين فدرالية في عام 1902 ألزمت بترخيص المنتجات البيولوجية، وتقوم إدارة الغذاء والدواء بتنظيم هذه المنتجات البيولوجية وفق مواد قانون خدمات الصحة العامة، والذي يعرف المنتج البيولوجي بأنه: فيروس أو مصل علاجي (سيروم)، توكسين، مضاد توكسين، لقاح، دم، مكون للدم، أو مشتق، منتج محسس allergenic ، أو منتج مشابه أرسافينامين أو مشتق له؛ ويمكن أن يطبق للوقاية أو العلاج أو الشفاء من مرض أو حالة مرضية لكائن بشري. وتشتق المنتجات البيولوجية عادة من الكائنات الحية، ونظراً لأنها تسمى أدوية و/أو أجهزة فهي تخضع لبنود الغش واللصاقة المضللة ومتطلبات التسجيل الموجودة في القانون الفدرالي للغذاء والدواء FFDCA adulteration, misbranding, and registration.
وقد توسعت أهمية تشريع 1902 مع ظهور منتجات علاجية مصنعة بأساليب التقنية الحيوية بإعادة تركيب شريط الدي أن إيه recombinant biotechnology وهذا المنتجات تدرج في أحكام قانون خدمات الصحة العامة باعتبارها منتجات مشابة analogous وقد تخضع لأحكام مركز تقييم وأبحاث المواد البيولوجية، وتسمح الاتفاقات بين المراكز إدارة الغذاء والدواء بالمراجعة والموافقة على الأدوية والبيولوجيات المنتجة بالتقنية الوراثية بإعادة التركيب في مراكز أخرى أيضاً.

## اللوائح التنظيمية
تنفذ FDA المواد القانونية الموجودة في القانون الفدرالي للدواء والغذاء، وفي قانون خدمات الصحة العامة PHS والقوانين ذات الصلة وتستخدم لذلك اللوائح التنظيمية؛ وهي قواعد تتصف عادة بقوة القانون، وتقدم تفصيلات أوضح لكيفية إجراء التاجر أو المصنع لعملية تقديم المعلومات للإدارة بحيث تكون متسقة مع القانون . فمثلاً نجد أن شرط إجراء تجارب كافية ومضبوطة جيداً الوارد في تعديل 1962 على القانون الفدرالي للغذاء والدواء تم تفصيله في قرار تنظيمي قدمت فيه عبارات أوضح عن ما الذي يشكل دراسة كافية ومضبوطة جيداً . ومن القرارات التنظيمية المهمة الأخرى التي صدرت في العقود الأخيرة عن إدارة الغذاء والدواء: القرار التنظيمي لعام 1981 حماية العناصر البشرية في التجارب Protection of Human Subjects ، والإقرار المبني على المعرفة Informed Consent ، معايير مجالس مراجعة المؤسسات Standards for Institutional Review Boards وهذه القرارات التنظيمية توضح وتحدد متطلبات الإقرار المبني على المعرفة، ومتطلبات مجالس مراجعات المؤسسات بغرض حماية العناصر البشرية المشاركة في الدراسات الخاضعة لتنظيم إدارة الغذاء والدواء)، ومنها القرارات التنظيمية المعدة لتسريع توفير الأدوية التجريبية والأدوية الحاصلة على الموافقة لمعالجة أمراض مهددة للحياة كالإصابة بفيروس الإيدز، والسرطان . 1987 الاستخدام العلاجي لأدوية تجريبية جديدة Treatment Use of Investigational New Drugs, 1988إجراءات لأدوية الجزء الفرعي Procedures for Subpart E Drugs, 1992، الموافقة المسرعة Accelerated Approval, 1992، آلية متابعة المسار بالتوازي Parallel-Track Mechanism
وتوجد لدى الإدارة آلية عامة تسمح للجهات المهتمة برؤية القرارات الأساسية والتعليق عليها (تعميم بلاغ عن وضع قاعدة مقترحة) والتعليق على المسودة (وضع قاعدة مقترحة) والتعليق كذلك على القرارات التنظيمية لـFDA قبل إصدارها النهائي (القاعدة النهائية).
وتحكم كل الآلية هذه مواد القانون الفدرالي للإجراءات الإدارية وكذلك يحكم هذا القانون استجابة الوكالة للتعليقات الشعبية .
تنشر اللوائح التنظيمية لإدارة الغذاء والدواء وتحدث سنوياً في مجموعة اللوائح التنظيمية الفدرالية Code of Federal Regulations (CFR).

## إرشادات قطاع الصناعة
تستخدم إدارة الغذاء والدواء وثائق الإرشاد كأداة لتوضيح الأساليب التي تمكن الصناعة الخاضعة للأنظمة والجماهير عموماً من الالتزام بالقوانين المطبقة والقرارات التنظيمية النافذة، واستخدمت الوثائق الإرشادية عبر السنين تحت مسميات كثيرة، ولكن إدارة الغذاء والدواء بدأت بإنتاجها بشكل منتظم منذ منتصف الثمانينات كواحدة من ثلاث مراحل من مسعى شامل لتحسين آلية الموافقة على الدواء التجريبي الجديد، والموافقة على الاستخدام الجديد لدواء سابق IND/NDA
تساعد الإرشادات الجهات الراعية ومقدمي الطلبات على فهم كيفية صياغة الطلبات وما يجب أن تحوي من معلومات، وكيفية التزام الصناعة الخاضعة للتنظيم بالتوجيهات التنظيمية الصادرة، وتساعد على فهم كيفية إجراء التفتيشات، وكيفية الاستجابة للأنشطة التنظيمية الأخرى الكثيرة . وقد ازداد استخدام الإرشادات كنتيجة لوجود أنشطة التنسيق الدولية؛ مثل مؤتمر التنسيق الدولي للمتطلبات الفنية الخاصة بتسجيل الأدوية المعدة للاستخدام البشري والمؤتمر الدولي للتنسيق حول المنتجات البيطرية، وفريق عمل التنسيق الدولي للأجهزة Global Harmonization Task Force for devices . ونشرت الوكالة وثيقة ممارسات الإرشاد الجيدة عام 1997 لتسهيل تطوير وإصدار واستخدام وثائق الإرشاد، وقد حددت هذه الوثيقة الغاية والتعريف والآثار القانونية للإرشادات، وكذلك حددت إجراءات التطوير وعناصر الجودة وكيفية التنفيذ والنشر وتقديم الطعون الخاصة بإرشادات الوكالة.
والتزمت الوكالة بنشر عناوين الإرشادات المحتملة الصدور أو الوثائق الخاضعة للتطوير أو المراجعة خلال السنة القادمة، وذلك كل 6 أشهر كجزء من هذا المسعى. والتزمت بطلب التعليق من الجمهور بخصوص أفكار إضافية للإرشاد الجديد أو مراجعات للإرشاد القائم (63 FR 59317).
لقد أصدرت إدارة الغذاء والدواء الأمريكية خلال السنوات السابقة الكثير من الإرشادات لمساعدة الجهات الراعية ومقدمي الطلبات، ورغم أن إرشادات الإدارة لا تملك قوة القانون فهي تدل على قرار الوكالة الأمثل بخصوص نوع وحجم المعلومات المطلوبة بحيث توافق متطلباتها القانونية والتنظيمية. ولا يلزم الصناعات والتجارات الخاصة اتباع توصيات إرشادات الوكالة، إن رغبت باعتماد طرق أخرى بديلة مقبولة من إدارة الغذاء والدواء .وتقوم إدارة الغذاء والدواء استجابة لقانون التحديث عام 1997 بتحويل وثيقة ممارسات الإرشاد الجيدة إلى قرار تنظيمي.

## إرشادات موظفي المراجعة
رغم أن معظم إرشادات إدارة الغذاء والدواء موجهة لقطاع الصناعة الخاضع للتنظيم يوجد بعض الإرشادات المخصصة داخلياً لموظفي المراجعة في الوكالة على شكل وثائق الممارسات الجيدة للإرشاد.
وتعطي توجيهات لكادر المراجعات في إدارة الغذاء والدواء بخصوص كيفية إجراء مراجعة طلب أو ملحق بشكل متسق وجودة عالية وزمن ملائم.
ويمكن اعتبار وثائق الممارسات الجيدة للإرشاد أحد عناصر سلسلة ضبط الجودة، والتي تشمل المتابعة الإشرافية الثانية والثالثة بعد المراجعة الأولية . كما تشمل النماذج الجاهزة للمراجعة، والتدريب، والإجراءات التنفيذية المعيارية الداخلية، والكثير من المبادرات الأخرى أيضاً . وتكمل وثائقُ المراجعة الجيدة إرشاداتِ الوكالة وتصاغ وفق وثيقة الوكالة للممارسات الجيدة للإرشاد.
وعلى الرغم من توجيه ممارسات المراجعة الجيدة وإجراءات التنفيذ المعيارية الداخلية إلى موظفي الوكالة، لكنها تملك أهمية كبيرة للصناعة الخاضعة للتنظيم، وتفيد كوسيلة معززة لشفافية وظائف الوكالة تجاه الجهات المسؤولة عن الدواء، ومقدمي طلبات ترخيص الأدوية، والجمهور عموماً.

## تنظيم الدواء في إدارة الغذاء والدواء الأمريكية
يعرف القانون الفدرالي للدواء والغذاء ومواد التجميل FFDCA الأدوية بأنها «المواد التي يقصد من استخدامها تشخيص أو شفاء أو تخفيف أو معالجة أو وقاية من مرض في الإنسان أو غيره من الحيوانات» وهي «المواد (من غير الغذاء) التي يقصد منها التأثير على بنية ما، أو التأثير على أية وظيفة في جسم البشر أو الحيوانات الأخرى»
ويحدد الاستخدام العلاجي ماهية الدواء، ولذلك قد تعتبر الوكالة طعاماً ما أو مادة تجميلية أو متمماً غذائياً دواء إن رافقها ادعاء علاجي.
كما يعرف قانون الغذاء والدواء الدواء بأنه أيضاً المادة المذكورة في دستور الأدوية الأمريكي official United States Pharmacopeia أو دستور الأدوية المثلية الأمريكي Homeopathic Pharmacopeia أو كتيب الوصفات الوطني National Formulary أو في أي ملحق لهذه الوثائق.
ظهر مفهوم الدواء الجديد في قانون 1938 وتسمح الإدارة ببقاء الأدوية القديمة في السوق وهي تلك التي وجدت قبل 1938 بشرط اعتبارها آمنة عموماً واعتبارها فعالة عموماً GRAE ، وبعد قانون عام 1938 وقانون 1962 يحتاج كل دواء جديد إلى مراجعة وموافقة من الوكالة قبل التسويق.
ونظراً لأن الموافقة للأدوية الجديدة ينظر فيها العديد من مراكز إدارة الغذاء والدواء، تقدم المعلومات عن معظم الأدوية الجديدة بما فيها الأدوية المبتكرة والمكافئات الجنيسة والأدوية بلا وصفة، في استمارة طلبات موافقة تسويق دواء جديد NDA أو طلبات ترخيص دواء جديد مختصرة ANDA ، وكذلك تقدم الملحقات والتقارير السنوية لهذه الطلبات إلى مركز تقييم وأبحاث الدواء CBER . ولهذا فمعظم الدراسات التالية في هذا المقال تتصل بتنظيم الأدوية الجديدة كما ينفذها هذا المركز. وتنطبق كثير من الأمور المدروسة هنا على المنتجات البيولوجية التي يطلب ترخيصها من مركز تقييم وأبحاث البيولوجيات .
ملاحظة : يلزم الحصول على رخصتين لتصنيع وتوزيع بعض المنتجات البيولوجية ؛ واحدة للمنتج Product Licensing Application/PLA وأخرى للمنشأة Establishment Licensing Application/ELA
أم بقية المنتجات البيولوجية فيكفيها رخصة واحدة تسمى طلب ترخيص بيولوجيات Biologics Licensing Application وتغطي كلاً من المنتج والمصنع.

## تطوير الدواء والموافقة على تسويقه
يشكل اكتشاف وتطوير الدواء الجديد والتقييم القانوني مع احتمال الموافقة على التسويق والتصنيع بعد التسويق والتوزيع والتسويق نفسه سلسلة من الأنشطة المجهدة للمصادر.
ويتم اكتشاف وتطوير الدواء حالياً بشكل رئيسي في مختبرات المصانع الدوائية وفي الجامعات، ومراكز البحث الحكومية أيضاً.
إن نسبة الخسارة عالية لأن آلاف الأدوية تمسح سنوياً في المختبرات الأولية والدراسات على الحيوانات قبل اعتبار القليل منها ملائم للدراسات البشرية.
تقدم معلومات حول الاكتشاف الأول والدراسات غير السريرية على الحيوانات للوكالة في طلب ترخيص دواء تجريبي جديد، وهذا الجزء من العملية التنظيمية يعتمد على الإبلاغ فقط، بحيث يمكن لصاحب الدواء المقترح أن يتابع إلى مرحلة الدراسات السريرية على البشر إن لم تردَّ الوكالة خلال 30 يوماً من تاريخ تقديم الطلب. والقرارات الناظمة لشروط آلية طلب الدواء التجريبي الجديد موجودة في مجموعة اللوائح الفدرالية برقم 21 CFR 312 وفي إرشادات تالية أصدرتها الوكالة (مثلاً إرشاد إدارة الغذاء والدواء بعنوان : محتوى وصياغة طلبات الدواء التجريبي الجديد للمرحلة الأولى من الدراسات على الأدوية، بما فيها المنتجات العلاجية الموصوفة بدقة والمصنعة بالتقنية الحيوية.
ويستقبل مركز تقييم وأبحاث الدواء حوالي 1500 طلب ترخيص دواء تجريبي جديد كل عام، ومعظمها طلبات دواء تجريبي جديد لباحثين أفراد. ومنها حوالي 400 طلب من جهات تجارية من رواد الصناعة الدوائية. وهنالك شرط أساسي في آلية ترخيص دواء تجريبي جديد – وهو شرط لكثير من الدراسات السريرية على الأدوية المرخصة أيضاً – ألا وهو حماية البشر الخاضعين للتجربة. والذي يجب أن يكون وفق شروط لوائح 1981 للإقرار المبني على المعرفة، ومجلس مراجعة الهيئات.
وبعد ملء طلب دواء تجريبي جديد يمكن لصاحب الطلب أن يجري دراسات سريرية وغير سريرية بغرض تقييم سلامة وفعالية وجودة الدواء التجريبي الجديد.
ويتم جمع المعلومات الحاصلة من هذه الدراسات في استمارة طلب دواء جديد NDA وتقدم إلى إدارة الغذاء والدواء للمراجعة، وتتضمن هذه الدراسات شرحاً عن الدواء الجديد بخصوص صفاته الهامة من سلامة وفعالية وجودة.
قد تستغرق إجراءات الدواء التجريبي الجديد سنوات عديدة وتشمل الكثير من الدراسات السريرية وغير السريرية. وتمر الدراسات عبر مراحل منفصلة .
يشكل الطور الأول مجموعة من الدراسات التي تركز على السلامة مترافقة مع دراسات الحرائك الدوائية والفارماكوديناميكية وتجري على أعداد قليلة من المتطوعين الأصحاء غالباً . وتستمر الدراسات في الطور الثاني لاستكشاف الفعالية وتسمى أحياناً دراسات إثبات الفكرة.
وتختم الدراسات في الطور الثالث بدراسات إضافية على أعداد كبيرة من المرضى لتقييم أعمق للسلامة وتأكيد الفعالية. وقد تجرى دراسات إضافية كثيرة بالترافق مع هذه الدراسات الأولية لتقييم أثر الأدوية المتناولة مع هذا الدواء (دراسات تآثر أو تداخل دواء- دواء)، ودراسات التوافر والتكافؤ الحيوي، ودراسات التأثير على الفئات السكانية الفرعية، ودراسات النتائج الأخرى التي قد تكون نافعة لفهم كيفية الاستخدام الأمثل للدواء من قبل الأطباء والمرضى والمستهلكين.
ورغم أن كثيراً من الأدوية يتبع هذا التسلسل الأطوار 1-3 فهذا ليس ما يحدث دائماً ، فقد تحدث تعديلات كثيرة على التسلسل العام ؛ بناء على الاستخدامات المقصودة للدواء التجريبي ، وملامح السلامة العامة له ، والحاجة العلاجية ، وعوامل أخرى كثيرة .
معظم طلبات ترخيص دواء جديد أو طلبات دواء جديد مختصرة يوافق عليها في إدارة الغذاء والدواء من قبل مركز تقييم وأبحاث الدواء.
يوافق المركز سنوياً على 100 طلب دواء جديد وحوالي 30% منها يمثل جزيئ جديد غير موافق عليه مسبقاً ، ويمثل الباقي امتدادات لخط سابق ، مثلاً أشكال جرعية جديد ، طرق إيتاء دواء جديدة . كما يوافق مركز تقييم وأبحاث الدواء على آلاف كثيرة من الملاحق لطلبات دواء جديد سنوياً ، يشكل معظمها تعديلات تصنيعية ، ولكن العديد منها يمثل ملحق يقدم معلومات عن استخدامات جديدة (ملاحق الفعالية)، أو معلومات سلامة إضافية. وعلى عاتق مركز تقييم وأبحاث الدواء يقع النظر في التقارير السنوية المطلوبة لكل طلب دواء جديد ، أو طلبات دواء جديد مختصرة . وينظم المركز في وحدات رئيسية تضم كادر المراجعة المؤلف من 1700 مراجع تقريباً . وأهم هذه الوحدات مكتب إدارة المراجعة والذي يشرف على أنشطة خمس مكاتب لتقييم الدواء (1-5)، وبدورها تكون هذه المكاتب الخمسة مسؤولة عن أنشطة 15 قسماً للمراجعة نظمت بشكل أولي حسب المجموعات العلاجية والزمر الدوائية؛ فمثلاً يراجع قسم المنتجات الدوائية القلبية الكلوية طلبات خاصة بأدوية جديدة تستعمل لعلاج أمراض قلبية وعائية وأمراض كلوية. ويشمل مكتب إدارة المراجعات مكتب الإحصاءات الحيوية ومكتب تقييم اختطار الدواء بعد التسويق. ويراجع مكتب الإحصاءات الحيوية التحليل الإحصائي في طلبات الترخيص وملاحقها . في حين يركز مكتب تقييم اختطار الدواء ما بعد التسويق على تقارير الآثار الضارة بعد تسويق الدواء. وهنالك وحدة رئيسية في مركز تقييم وأبحاث الدواء هي مكتب علم الصيدلة ؛ وهو مسؤول عن مكتب كيمياء الدواء الجديد ، ومكتب علم الدواء السريري والصيدلانيات الحيوية ، ومكتب الفحص والأبحاث ، ومكتب الأدوية الجنيسة. ويتم التعامل مع أنشطة إدارية وتنظيمية أخرى في مركز تقييم وأبحاث الدواء على مستوى مركزي بما فيها الالتزام بالتعليمات.
يعمل مركز تقييم وأبحاث الدواء بشكل لصيق مع مراكز أخرى كثيرة في إدارة الغذاء والدواء ؛ ومنها مركز تقييم وأبحاث البيولوجيات ، ومركز الصحة الشعاعية والأجهزة . وأكثر ما يلفت النظر تعامله مع مكتب الشؤون التنظيمية المسؤول عن التحقق من تصنيع الشركات للمنتجات وفق ممارسات التصنيع الجيدة الأخيرة . ويقوم مركز تقييم وأبحاث الدواء بتفتيشات إضافية للتحقق من الالتزام بالممارسات المختبرية الجيدة GLPs ، والممارسات السريرية الجيدة GCPs.

## طلبات ترخيص دواء تجريبي جديد ، وطلبات ترخيص دواء جديد
ظهر من وجهة النظر العلمية والفنية إدراكٌ مفاهيمي جيد في العقود الأخيرة ، لعمليات تسجيل الدواء التجريبي الجديد وأثمرت في النهاية منتجاً دوائياً جديداً يتمتع بالسلامة والفعالية والنوعية الجيدة . ووفق هذا التصور فإن المادة الدوائية (المكون الفعال / الجزيئ الفعال مع المكونات غير الفعالة كالشوائب وبقايا المحلات) تجمع مع السواغات لتكوين منتج صيدلاني له هوية وقوة وجودة ونقاء وفاعلية محددة. وهنالك جانب مرتبط بالجودة يتصل بأداء المنتج ، ويتم تقييم أداء المنتج من خلال دراسات جودة الدواء من حيث التوافر الحيوي والتوافر الحيوي النسبي أو التكافؤ الحيوي. وتقيس هذه الدراسات سرعة ودرجة تحرر المادة الفعالة من المنتج الدوائي وتوفرها التالي في موقع تأثير أو أكثر من موقع. وفي مواقع التأثير هذه تعطي المادة الفعالية و/أو مستقلَباتها نتاج الفعالية والسلامة الذي يعكسه معلومات لصاقة المنتج. يمكن التعبير عن مواضيع السلامة والفعالية والجودة في تطوير وتنظيم الدواء من خلال الإجابة عن مجموعة من الأسئلة (سؤال أساسي ، اختبار يتحقق من السؤال ، الثقة المطلوبة في تحليل نتائج الاختبار)، وتسمح الإجابات ببناء التفاهم المشترك. ومن وجهة النظر التنظيمية يمكن التعبير عن المجموعة الأولى من الأسئلة ببساطة (هل الدواء الجديد ذو نوعية عالية ؟ هل هو آمن ؟ هل هو فعال؟) وهذه الأسئلة هي التي تقود مرحلة دراسات توصيف الدواء السريرية وغير السريرية في فترة رخصة الدواء التجريبي الجديد، والتي ستعطي مجموعة بيانات تقدم في طلب رخصة استعمال دواء جديد NDA.
وتنعكس بيانات هذه الدراسات على معلومات لصاقة الدواء ، بعد تجاوزها للتقييم القانوني وصدور الموافقة على التسويق إن نجحت في التقييم. وتقدم معلومات اللصاقة إرشادات الاستعمال للطبيب بالنسبة للأدوية التي تباع بالوصفة ، أو إرشادات الاستعمال للمريض و/أو المستهلك بالنسبة للأدوية التي تباع بلا وصفة.
ويمكن لمقدم طلب ترخيص الدواء الجديد ، بعد صدور الموافقة من الوكالة ، تصنيع الدواء وتوزيعه وترويجه وبيعه في أسواق الولايات المتحدة.
ويحوي طلب الترخيص لاستعمال دواء جديد NDA الفقرات الفنية الستة التالية:
1- السريريات
2- الحرائك الدوائية البشرية والتوافر الحيوي
3- التركيب الكيميائي ، والتصنيع ، والضوابط 4
- الدراسة الميكروبيولجية
5- الدراسة الفارماكولوجية والسمية غير السريرية
1. الإحصاءات.

## المعلومات السريرية
بدأ تركيز إدارة الغذاء والدواء على الفعالية منذ عام 1962 ثم تعمق بعد ذلك عبر اللوائح التنظيمية وطرأ عليه تعديل في قانون التحديث FDAMA ، وشرحت قضية الفعالية بالتفصيل في إرشاد أصدرته الوكالة بعنوان : توفير الدليل السريري على الفعالية للأدوية والمنتجات البيولوجية المعدة للبشر . وتشكل المعلومات التي تحوي بيانات عن الفعالية من الدراسات السريرية مكوناً رئيسياً من أي طلب رخصة استعمال دواء جديد. ويحكم على هذه البيانات كادر المراجعة في إدارة الغذاء والدواء لتأكيد فعالية الدواء الجديد لاستعمال أو أكثر. وكذلك توفر مجموعة رئيسية من الإرشادات ، والتي وضع كثير منها مؤتمر التنسيق الدولي ICH، توصياتٍ أساسية عن إجراء الدراسات السريرية اللازمة لإثبات الفعالية. وبالإضافة لذلك نشرت إدارة الغذاء والدواء كثير من الإرشادات التي تقدم توصيات لمقاربات تصميم التجارب السريرية والغايات العلاجية وعوامل أخرى يجب اعتبارها أثناء تصميم الدراسات السريرية للسلامة والفعالية والموجهة بشكل خاص لفئات أمراض معينة. وتملك إدارة الغذاء والدواء مجالاً واسعاً لتحديد حجم ونوع المعلومات اللازمة لإثبات السلامة والفعالية حسب الزمرة الدوائية والاستعمال العلاجي والحاجة العلاجية. فبالمقارنة نجد ضرورة للتوثيق الكامل لمعلومات الفائدة السريرية كخفض الوفيات والمراضة كشرط للموافقة على كثير من الأدوية الجديدة ، وقد تكتفي إدارة الغداء والدواء بمعلومات أقل لبعض الأدوية التجريبية إن وجدت حاجة علاجية ملحة ؛ مثلاً قد تعتمد الإدارة تسويقاً بديلاً للدواء بدل تسويق مبني على الفائدة السريرية ، مع التفاهم بأن معلومات الفائدة السريرية قد تطلب بعد التسويق. وبخلاف بقية الوكالات التنظيمية تشجع إدارة الغذاء والدواء على اللقاءات المتكررة مع مالك الدواء الجديد خلال فترة ترخيص الدواء التجريبي الجديد بحيث يحصل التواصل الجيد بخصوص المعلومات المطلوبة في استمارة استعمال دواء جديد NDA.
وخلاصة القول أن هذه المعلومات يجب أن تقنع كادر المراجعة في الوكالة بوجود دراسات كافية ومضبوطة جيداً تقدم الدليل الكافي على الفعالية وتظهر نتائج الدراسة أن المنتج آمن في ظروف الاستعمال المدونة على اللصاقة المقترحة للدواء.
وبالجملة يجب أن تكون المنافع الحاصلة من استعمال منتج دوائي جديد أرجح من مخاطره. ويفرض الحكم على موازنة المنافع والمخاطر تحدياً لكل من صاحب طلب الترخيص ولإدارة الغذاء والدواء والجمهور عموماً.
فالأدوية التي تعالج أمراضاً غير خبيثة وتشفى تلقائياً بالعادة لا يقبل إلا الحد الأدنى من الاختطار. ويمكن بالمقابل قَبول درجات أعلى من الاختطار لأدوية تعالج أمراضاً خطرة أو مهددة للحياة. وتطلب كثير من قوانين ولوائح الوكالة توفير معلومات سلامة الدواء الجديد أثناء إصدار الموافقة وبعد صدورها. وتوضع كثير من متطلبات السلامة في فترة الدواء التجريبي الجديد لتلبي أكثر من مجرد توفير معلومات عن الآثار الضارة للدواء ، فيطلب أيضاً حماية الأفراد الخاضعين للتجارب السريرية.
وتطلب الوكالة بعد صدور الموافقة تطلب الوكالة من مصنع الدواء ومن هيئات رعاية صحية معينة أن تبلغ عن الحوادث الضارة للدواء. وقد أسست إدارة الغذاء والدواء برنامج التيقظ الدوائي MedWatch باستمارة إبلاغ عامة ونقاط اتصال لتسهيل تقديم البلاغات عن الحوادث الضارة من قبل مهنيي الرعاية الصحية والمستهلكين. ويغطي برنامج التيقظ الدوائي المنتجات الدوائية الجديدة المنظمة من قبل مركز تقييم وأبحاث الدواء ، ويغطي كذلك المواد البيولوجية والأجهزة الطبية.
وقد تضاف معلومات السلامة المتحصلة من البلاغات إلى لصاقة المنتج أو قد تؤثر على توفر المنتج الدوائي الجديد للأطباء أو المستهلكين وفي حالات نادرة قد يسحب منتج دوائي جديد تمت الموافقة عليه من السوق إن اتفق المصنع وإدارة الغذاء والدواء على أن منافعه لم تعد حالياً ترجح على مخاطرة.

## دراسات الحركية الدوائية والتوافر البيولوجي (الحيوي)
حصلت دراسات الحركية الدوائية والتوافر البيولوجي والدراسات الفارماكولوجية الأخرى على اهتمام متزايد في مجموعة الدراسات السريرية وغير السريرية المجراة في مرحلة الدواء التجريبي. ويعود هذا جزئياً كنتيجة لزيادة إمكانية قياس المكون الفعال أو الجزيئ الفعال ومستقلباته في السوائل البيولوجية الممكن الوصول إليها عبر مرور الوقت (دراسات الحركية الدوائية).كما ازدادت القدرة على قياس المسار الزمني لتأثيرات الدواء (الدينامية الدوائية) ونسبتها للتعرض والذي يمكن التعبير عنه إما بالجرعة أو التركيز المجموعي (الجهازي).
وبالإضافة لذلك فإن معظم الأدوية التجريبية الجديدة تدخل مرحلة العيادة السريرية مع فهم تلقائي أفضل في كيفية حدوث النتائج الإيجابية والسلبية مقابل الحالة الفزيولوجيا المرضية . وتركز هذه الدراسات على فهم نظام الجرعات المثالي في فئة سكانية ما وفي أفراد المرضى وتيسر المعلومات الفارماكولوجي السريرية تعديل أنظمة الجرعات بناء على العوامل الداخلية intrinsic والخارجية extrinsic ؛ فالداخلية مثل تعدد المورثات genetic polymorphisms والسن والجنس والطول وكتلة وتركيب الجسم وفشل أحد الأعضاء، والعوامل الخارجية كالقوت والتدخين والكحول وتناول الأدوية الأخرى . وقد ازدادت أهمية تعديل نظام الجرعة وفق هذه العوامل ؛ وعلى سبيل المثال تم سحب عدد من الأدوية من السوق في السنوات السابقة بسبب تفاعلات دوائية ضارة خطرة ويجري الآن بشكل أكثر تواتراً دراسات حرائك دوائية ودراسات دينامية دوائية بغرض ضبط الجرعة المثالية وتشمل هذه الدراسات دراسة الفئات السكانية الفرعية ودراسات التآثر الدوائي-الدوائي، بالإضافة لدراسة الحرائك الدوائية الأكثر روتينية من امتصاص وتوزع وأيض (ADME) والتي تجرى منذ سنين عديدة .قد يساعد الفهم الجيد لعلاقة التعرض للدواء واستجابة الجسم في الحكم على توازن الخطر/فائدة وكذلك الحكم على بيانات الفعالية /السلامة .

## التوافر والتكافؤ البيولوجي
تشكل دراسات جودة المنتج من حيث التوافر والتكافؤ البيولوجي (الحيوي) أيضاً جزء هاماً من المعلومات التي تطلب للحصول على موافقة إدارة الغذاء والدواء بالنسبة لمعظم الأدوية المتناولة فموياً يعبر عادةً عن قياسات التوافر والتكافؤ الحيويBA and BE بعبارات قياسات التعرض المجموعي كالمساحة تحت منحنى تركيز البلازما في مقابل الزمنAUC والتركيز الأعظمي (Cmax).
وترتبط هذه القياسات المعبرة عن التعرض المجموعي (الجهازي) مع نتائج السلامة والفعالية والتي يمكن أن يعبر عنها بالواسمات البيولوجية أو الغايات السريرية .
وقد تم شرح هذه الدراسات التي يمكن أن تفي بالأهداف التنظيمية بالأدوية الفموية والأدوية الأخرى بشكل مفصل جداً في إرشاد الإدارة المعنون : دراسات التوافر والتكافؤ البيولوجي للأدوية الفموية ، اعتبارات عامة .
توثق دراسات التكافؤ والتوافر البيولوجي ما يثبت أن المنتج الدوائي يعتمد عليه وثابت التركيب (متسق). وأهمية هذا ليست فقط كجزء من عملية الموافقة على دواء جديد ، ولكن له أهمية في حال وجود تغيرات في مرحلة ما بعد الموافقة سواء في مكونات أو تركيب منتج دوائي موافق عيه مسبقاً و/أو تغيير طريقة تصنيعه . وحسب درجة هذه التغييرات قد يفرض إعادة تقيم التكافؤ البيولوجي للحصول على الموافقة على التغيير . وتفيد دراسات التوافر البيولوجي المقارنة لربط أداء شكلين جرعيين مختلفين لدواء واحد وبالتالي التمكن من الحصول على نتائج سريرية متماثلة .

### الكيمياء والتصنيع والضوابط والمكروبيولوجيا
يحدد مالك الدواء خلال فترة الدواء التجريبي الجديد المادة الدوائية والمنتج الدوائي بدرجة تكفي لتحديد وضبط صفات الجودة المهمة ويركز هذا الجهد على :
1- المادة الدوائية لتحقق من ذاتية وقوة المكون (المكونات) الفعالة وضبط الشوائب القادمة من مرحلة التصنيع و/أو التخرب التفكك
2- المنتج الدوائي لتحقق وذاتية وقوة المكون (المكونات) الفعالة ولرقابة الأجزاء المتخربة من المادة الفعالة التي ربما تظهر خلال التصنيع أو التخزين .
3- الوعاء –نظام الإغلاق ، لتأكد من أن المنتج الدوائي محمي أثناء التخزين .
4- فحص الثباتية لتحقق من استمرارية صفات الجودة خلال فترة تخزين الدواء على الرف .
5- لصاقة الوعاء .
وبالنسبة للمنتجات الدوائية العقيمة نحتاج مقاربات خاصة . فلفهم كامل لعمليات التصنيع لمنتج دوائي نهائي نحتاج إلى فهم وتطبيق الضوابط خلال عملية التصنيع وكذلك جودة المواد التصنيعية وإن كانت غائبة في منتج الدوائي نهائي .
ويمكن لصاحب الدواء أن يستخدم بيانات التوصيف ليطور مجموعة من المواصفات التي تستخدم لتحقق من الذاتية والقوة والجودة والنقاوة ودرجة الفعالية للمنتج ولتشكل هذه البيانات سماحا لتحرير وجبة التصنيع إلى السوق .
وتعرف المواصفة بأنها قائمة من الاختبارات والمراجع (مواد معيارية) للإجراءات التحليلية تهدف لتقييم هذه الاختبارات، ومعايير القبول الملائمة. وتحدد المواصفة هل تعتبر مادة دوائية معينة أو منتج دوائي مقبولين للاستخدام المقصود. ونحتاج المواصفات لكل من المادة الدوائية والمنتج الدوائي والعبوة والإغلاق (الإحكام). وقد تلزم المواصفات أيضاً للمواد الوسطى والمواد الخام والكواشف reagent والمكونات الأخرى بما فيها مجموعات العبوات والإحكام ، والمواد المستخدمة خلال الصنع. وتعد المواصفات جزء من إستراتيجية الضبط الكلي للمادة والمنتج الدوائيان، وقد صممت المواصفات لتضمن جودة المنتج واتساقه. الالتزام بممارسات التصنيع الجيد المعاصرة جزء مهم من عموم هذه الاستراتيجية.
وبناء على إعداد التوصيف والمواصفات يقوم المصنعين الأوائل للدواء بتجميع معلومات عن جودة مواد البدء وتصنيعها إلى شكل جرعي نهائي. ويراجع الكيميائيون في إدارة الغذاء والدواء هذه المعلومات للتحقق من أن صفات الجودة المهمة مضبوطة، وتركز المراجعة الكيماوية أيضاً على الضوابط أثناء التصنيع ومصادقة الإجراءات التحليلية، وتركز المراجعة للمنتجات الدوائية العقيمة على ضمان العقامة. وكثيراً ما يذكر في طلبات الدواء الجديد المواد الدستورية وفقرات السواغات وكذلك الفحوص العامة والإجراءات الموجودة في دستور الأدوية الأمريكي وكتاب الوصفات الوطني USP-NF وكذلك يتم اعتبارها خلال المراجعة الكيماوية.

## الدراسات الصيدلانية غير السريرية والدراسات السمية
إن غاية دراسات السلامة غير السريرية في الحيوانات التأييد العلمي لتقديرات الجرعات الأولية المبدئية في البشر وللتعرف على التأثيرات السمية من حيث الأعضاء الهدف، ودرجة التعرض للدواء exposure ، وتغيرها مع تغير الجرعة، وهل هي عكوسة. وتقدم هذه المعلومات في سلسلة من الدراسات التي تركز على سمية جرعة مفردة أو متعددة، والسمية التناسلية reproduction، والسمية الجينية genotoxicity، والتحمل الموضعي tolerance، أما الأدوية التي يرتبط باستعمالها قلق معين و/أو الأدوية التي ستستخدم لفترات مديدة فتجري دراسات السرطنة carcinogenicity. وقد تركز الدراسات غير السريرية الأخرى على تأثيرات السلامة على جمل الأعضاء الحيوية وعلى دراسات الحرائك الدوائية (امتصاص ، توزع ، أيض، إخراج (فسلجة)). ومن المهم اختيار وقت ملائم للدراسات غير السريرية لنضمن الأداء الآمن والمثالي للدراسات السريرية. وقد وفر مؤتمر التنسيق الدولي ICH سلسلة من الإرشادات عن أنماطالدراسات غير السريرية وتوقيتها اللازم لدعم الدراسات السريرية لعامل تجريبي ولمعلومات المنتج الخاصة دواء جديد موافق عليه. وتغطي هذه الإرشادات دراسات العناوين العامة التالية : السرطنة ، والسمية الجينية، والحرائك الدوائية، والسمية، والسمية التناسلية، ودراسة منتجات التقنية الحيوية، وفارماكولوجيا السلامة، وتوقيت الدراسات غير السريرية والسريرية. ونظراً لأن هذه المعلومات مطلوبة لتسمح ببدء الدراسات التجريبية في العيادة، فستقدم في تقارير وتحدثيات لها خلال فترة عملية ترخيص دواء تجريبي جديد IND وقد تلخص وتحلل أيضاً في مرحلة ترخيص دواء جديد NDA.

## الإحصاءات الحيوية
إن مسيرة الدراسات غير السريرية والسريرية لعامل تجريبي تتطلب سلاسل من الدراسات الاستقرائية والتأكيدية والتي تعتمد على مقدار كاف من تحليلات إحصائية. ويجب أن يعتنى بشكل دقيق بما يتصل مع مناحي كثيرة من تصميم التجربة لنضمن الحيادية والاستنتاجات القوية بخصوص السلامة والفعالية. وقد نوقشت عناصر هامة من التحليل الإحصائي في إرشاد إدارة الغذاء والدواء المعنون بـ : إرشاد عن المبادئ الإحصائية للتجارب السريرية.